# Сокехское восстание

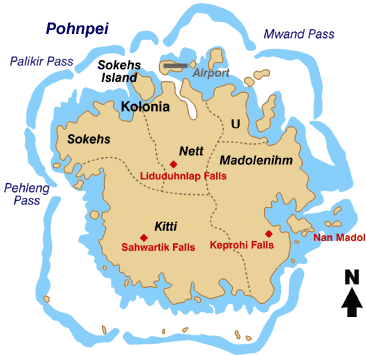
Карта, показывающая разделение земель острова Понпеи между его племенами и островок Сокехс, где произошло восстание.

Сокехское восстание — восстание, поднятое жителями Сокехса, островка в составе архипелага Восточных Каролинских островов, расположенного недалеко от главного острова Понпеи, против германских колониальных властей в 1910—1911 годах. Жертвами восстания стали германский окружной комиссар Густав Бодер, три других колониальных германских чиновника и пять местных жителей, убитые повстанцами до того, как ситуация была взята под контроль высадившимися германскими морскими пехотинцами.

## Предыстория и ход восстания
Право собственности на землю на Понпеи было исключительной прерогативой местных вождей, которые выделяли земельные участки представителям своих племён в обмен на испольщину с их стороны. Начиная с 1907 года германская колониальная администрация инициировала проведение земельной реформы и требовала от вновь получивших землю крестьян отрабатывать 15 дней в год на общественных работах вместо уплаты налога.
Группа жителей островка Сокехс была занята в дорожных работах на острове Сокехс 17 октября 1910 года. Один молодой рабочий отказался подчиниться касающемуся работы приказу, отданному надзирателем за работами, после чего последний приказал выпороть того за нарушение порядка; наказание было осуществлено меланезийским полицейским. В тот же вечер Самуил, вождь низкого статуса (Соу Мадау Сокехса [«властелин океана»]), убедил всех членов этой бригады отказаться от дальнейшей работы. На следующее утро, 18 октября 1910 года, когда работы должны были возобновиться, группа сокехцев начала угрожать двум германским надсмотрщикам на острове, Отто Холлборну и Иоганну Хафнеру, которые затем бежали в здание миссии ордена капуцинов, располагавшееся на острове Сокехс.
Районный комиссар Густав Бодер был проинформирован об инциденте и вместе со своим помощником Рудольфом Браукманом и двумя переводчиками вместе со своими спутниками переправился на остров на гребной лодке, управляемой шестью лодочниками с островка Мортлок, решив попытаться «вразумить» рабочих. Когда Бодер приблизился к сокехским рабочим, то был застрелен ружейным выстрелом из засады. Почти сразу же после этого повстанцы убили Браукмана, Хафнера, Холлборна и пятерых гребцов; только двум переводчикам и одному гребцу удалось бежать. После того как новости о резне достигли главного германского поселения на Понпеи под названием Колония, Макс Гиршнер, колониальный врач, ставший после инцидента фактически главой местной власти, попросил вождей четырёх других племён на Понпеи предоставить людей для защиты поселения Колония. Вожди предложили 600 воинов; некоторые из них были затем вооружены ружьями и штыками в дополнение к их собственному вооружению, однако нападения на Колонию не произошло: мятежные сокехцы просто окопались в горном убежище, держа там оборону.
Хотя оставшимся германским чиновникам было ясно, что убийцы и мятежники должны были быть арестованы и наказаны, они не могли осуществить репрессии собственными силами, а в Колонии не было телеграфа или радио, чтобы отправить просьбу о помощи. Положение оставалось таким до 26 ноября 1910 года, когда к острову подошёл почтовый пароход Germania, чьё прибытие позволило отправить доклад в штаб-квартиру германской колонии в Рабаул. Министерство колоний в Берлине получило сообщение о случившемся 26 декабря 1910 года.

## Подавление

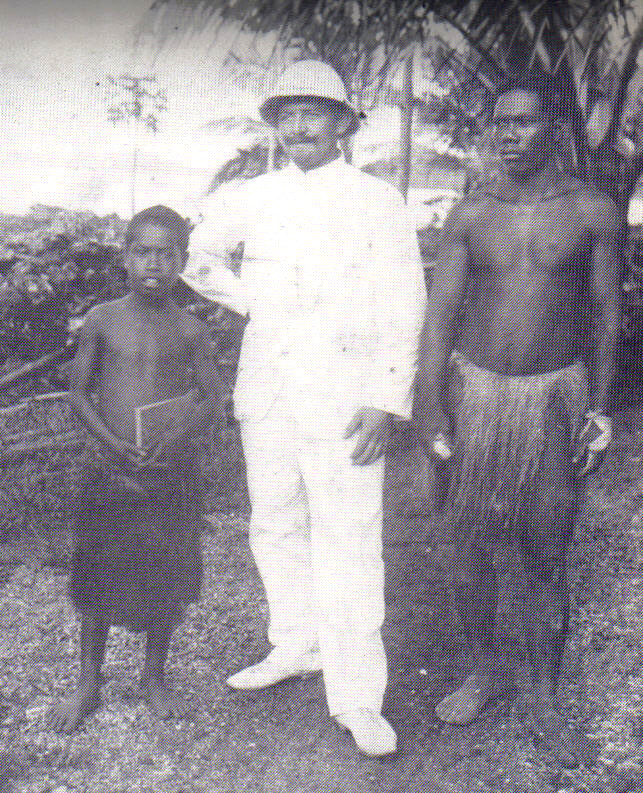
Карл Каммерих, командир меланезийской полиции.

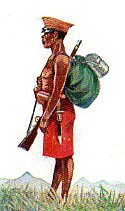
Полицейский Германской Новой Гвинеи

Губернатор Элберт Хал в Рабауле направил на мятежный остров канонерку SMS Cormoran и исследовательское судно Planet со 163 недавно нанятыми в меланезийскую полицию новобранцами на борту. Корабли прибыли на место в середине декабря 1910 года. Первоначальные стычки полицейских-новобранцев с мятежниками не имели для первых большого успеха, и их командир, лейтенант полиции Карл Каммерих, был подвергнут суровой критике за их действия.
Новый лёгкий крейсер SMS Emden прибыл в Циндао, германскую колонию в бухте Цзяо-Чжоу, 17 сентября 1910 года после путешествия из Германии, став последним дополнением к Германской Восточно-Азиатской крейсерской эскадре.Затем корабль сделал несколько визитов с целью «демонстрации флага» в Японию, Гонконг и занялся патрулированием территорий вокруг островных владений Германской империи в северной части Тихого океана. Затем он был отведён на свой первый ежегодный планово-предупредительный ремонт в Циндао. После получения новостей из Понпеи берлинское Адмиралтейство приказало его командиру отказаться от ремонта и выйти к Каролинским островам. Одновременно лёгкий крейсер SMS Nürnberg, бросивший якорь в Гонконге, вышел на соединение с Emden; оба корабля прибыли к Понпеи 10 января 1911 года. Как старший офицер в данной эскадре из двух кораблей, капитан корабля Emden лейтенант-коммандер Вальдемар Воллертхун 13 января 1911 года приказал главным корабельным орудиям крейсеров стрелять по укреплениям мятежников. Штурмовая группа морских пехотинцев с винтовками и тридцать меланезийских полицейских под командованием гражданского чиновника Германа Керстинга, морского офицера Эдгар фон Шпигеля фон унд цу Пекельшейма с корабля Cormoran и младших офицеров с корабля Emden захватили убежище повстанцев и вынудили сокехцев бежать, при этом многие из них бежали на собственно Понпеи. Повстанцы начали партизанскую войну и оказали отчаянное и упорное сопротивление, но отсутствие пищи, отказ от сотрудничества с ними со стороны других вождей и племён Понпеи и необходимость постоянного перемещения исчерпали силы сокехских воинов, ввиду чего 13 февраля 1911 года Самуил и пять его сторонников сдались; остальные повстанцы сдались 22 февраля 1911 года. Крейсера покинули этот район 1 марта 1911 года и прибыли в свою базу на Циндао 14 марта 1911 года.
Во время штурма горного убежища и боевых действий на острове с германской стороны были убиты один младший офицер, два рядовых и два меланезийских полицейских и один офицер, пять морпехов и девять меланезийских полицейских получили ранения. Потери сокехцев исчислялись шестью убитыми и неизвестным количеством раненых и пропавших без вести, ввиду чего можно сделать вывод, что противники были примерно равны по силам.

## Суд и казни
Сразу же после прекращения боевых действий был инициирован недолгий судебный процесс над 36 повстанцами. Они обвинялись в двух основных преступлениях: (а) убийство 4 немецких чиновников и 5 лодочников-островитян и (б) вооружённое восстание. Суд приговорил 17 подсудимых к смерти; 12 получили многолетние сроки на каторге, 7 были освобождены. 24 февраля 1911 года 15 повстанцев, в том числе Самуил, были казнены меланезийской полицией путём расстрела, двум из приговоренных к смерти благодаря удачному стечению обстоятельств удалось избежать смертной казни.
Колониальное правительство решило избавить Понпеи от проблемных жителей Сокехса и изгнало племя численностью в 426 душ на Бабелтуапе в германском Палау.

## Последствия
Земельные реформы, начатые германскими колониальными чиновниками, были завершены в последующие годы германской колонизации, с выплатой компенсаций и сохранением высокого статуса островных вождей. Границы участков согласовывались с местными племенными вождями, и сама схема земельного передела была в итоге принята населением.
В первые месяцы Первой мировой войны войска Японской империи практически без сопротивления захватили все германские острова в Океании  к северу от экватора. В 1917 году японцы начали постепенно возвращать жителей Сокхекса на Понпеи, будучи хорошо осведомлёнными об их негативном и агрессивном отношении к немецкой оккупации. Версальский договор позволил Японии в качестве мандатной державы управлять Понпеи и всеми бывшими германскими островами, занятыми Японией. Японцы возвратили оставшихся жителей Сокехса в родные места в 1927 году.
В конце 1980-х годов, после обретения независимости, правительство Федеративных Штатов Микронезии возвело лидера повстанцев, Самуила, в ранг национального героя. Годовщина дня его казни, 24 февраля, ныне является национальным праздником; братская могила пятнадцати повстанцев в Колонии почитается как национальная святыня.